# Warszawka (obwód czelabiński)
Warszawka (ros. Варшавка) – osiedle typu wiejskiego w Rosji, w rejonie kartalińskim obwodu czelabińskiego, licząca 1059 mieszkańców (2010).
Miejscowość została założona w 1842 jako osada wojskowa przez kozaków orenburskich, a jej nazwa nawiązywać miała do Warszawy, a ściślej – do szturmu, przeprowadzonego w dniu 6 września 1831 podczas powstania listopadowego, który doprowadził do zdobycia stolicy Polski przez armię Cesarstwa Rosyjskiego, co przyczyniło się do upadku powstania, w tłumieniu którego uczestniczyło wielu spośród osadników zakładających Warszawkę.
Nadawanie nowo zakładanym osadom nazw dużych europejskich miast, w walkach o które (głównie podczas wojen napoleońskich) brali udział osiedlani w tym rejonie kozacy orenburscy, było typowe dla okolic południowego Uralu w latach 40. XIX wieku – powstały wówczas także m.in. Pariż (od fr. Paris – Paryż), Ferszampenuaz (fr. Fère-Champenoise), Lejpcig (od niem. Leipzig – Lipsk), czy Berlin.